# 八里村
八里村（やさとむら）は茨城県那珂郡にかつて存在した村である。

## 地理
- 旧緒川村の西部、現在の茨城県常陸大宮市の西部に位置する。
- 村域の大半は山地になっている。
- 栃木県との県境に接している。

## 歴史
村名は八つの村が合併したため八里村となった。

### 沿革
- 1889年（明治22年）4月1日 - 町村制施行により、小舟村・小瀬沢村・大岩村・油河内村・松之草村・吉丸村・入本郷村・千田村が合併し那珂郡八里村が発足。
- 1956年（昭和31年）9月29日 - 小瀬村と合併し緒川村が発足。同日八里村廃止。
- 2004年（平成16年）10月16日 - 緒川村が山方町・美和村・緒川村・東茨城郡御前山村とともに那珂郡大宮町（即日市制・改称、常陸大宮市）へ編入合併され廃止。

変遷表
| 1868年 以前 | 1868年 以前 | 明治22年 4月1日 | 昭和31年 9月29日 | 平成16年 10月16日 | 現在       |
| ----------- | ----------- | --------------- | ---------------- | ----------------- | ---------- |
|             | 小舟村      | 八里村          | 緒川村           | 大宮町 に編入     | 常陸大宮市 |
|             | 小瀬沢村    | 八里村          | 緒川村           | 大宮町 に編入     | 常陸大宮市 |
|             | 大岩村      | 八里村          | 緒川村           | 大宮町 に編入     | 常陸大宮市 |
|             | 油河内村    | 八里村          | 緒川村           | 大宮町 に編入     | 常陸大宮市 |
|             | 松之草村    | 八里村          | 緒川村           | 大宮町 に編入     | 常陸大宮市 |
|             | 吉丸村      | 八里村          | 緒川村           | 大宮町 に編入     | 常陸大宮市 |
|             | 入本郷村    | 八里村          | 緒川村           | 大宮町 に編入     | 常陸大宮市 |
|             | 千田村      | 八里村          | 緒川村           | 大宮町 に編入     | 常陸大宮市 |

## 人口・世帯

### 人口
総数 [単位： 人]
| 1889年（明治22年） | 3,071 |
| 1891年（明治24年） | 3,181 |
| 1920年（大正 9年） | 3,838 |
| 1935年（昭和10年） | 3,907 |
| 1950年（昭和25年） | 4,596 |
| 1955年（昭和30年） | 4,239 |

### 世帯
総数 [単位： 世帯]
| 1920年（大正 9年） | 688 |
| 1935年（昭和10年） | 643 |
| 1950年（昭和25年） | 754 |
| 1955年（昭和30年） | 708 |